# Junior Computer

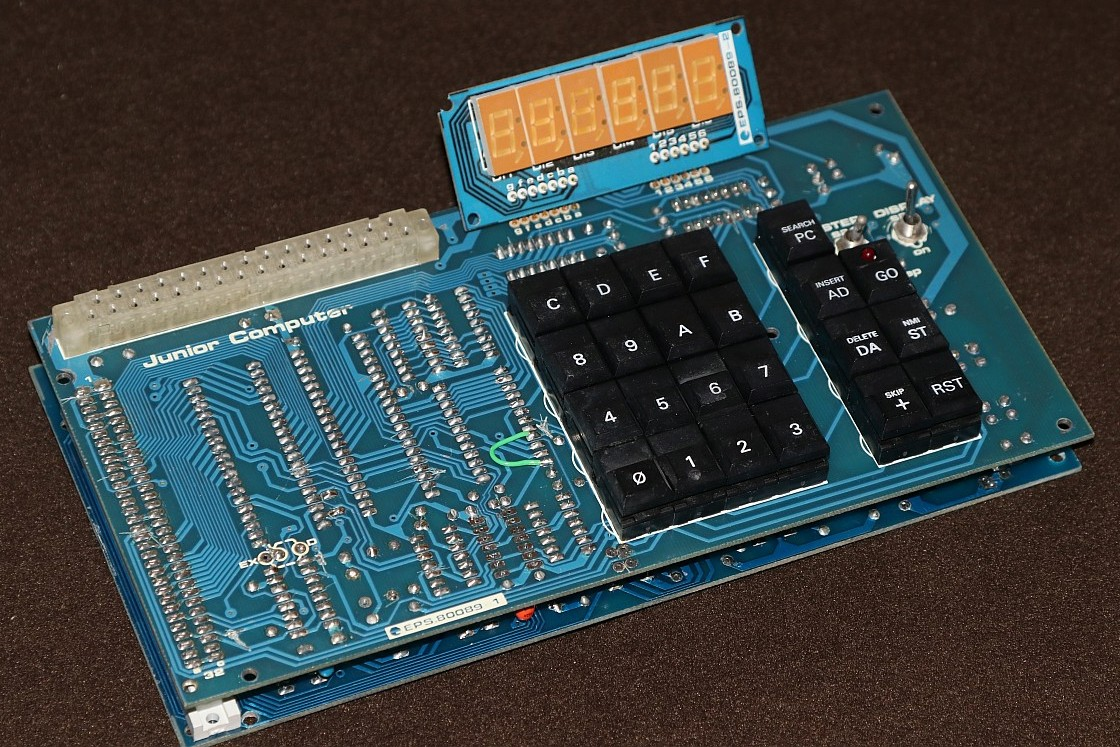
Junior-Computer

Le Junior Computer était un ordinateur à carte unique extensible basé sur le microprocesseur 6502 de Rockwell. Il a été décrit au début des années 1980 dans les éditions néerlandaise et allemande puis française et anglaise de la revue Elektor sous forme d'articles, puis de quatre livres.
Il a été développé par l'ingénieur allemand Loys Nachtmann.
En fait, le Junior Computer était un clone (avoué) du KIM-1. Il n'utilisait cependant pas le circuit spécialisé I/O+ROM 6530 de MOS Technology mais plutôt le PIA 6532 et une EPROM 2708 (1K).
Les autres différences se situaient au niveau du format puisqu'il était implémenté sur une carte au format Europe, un connecteur 31 broches pour les entrées-sorties et un connecteur DIN 41612 pour les extensions. Il était livré sous forme de kit. Comme il coûtait beaucoup moins cher que le KIM-1, le Junior Computer était plus répandu que son prédécesseur : plusieurs milliers d'exemplaires aux Pays-Bas, en Allemagne et en France.
Des cartes d'extension étaient disponibles. On peut notamment citer une carte d'entrées-sorties (comprenant un VIA 6522 (en), une interface pour magnétocassette et un port RS232), une carte VDU (terminal vidéo) (en fait une évolution de l'elekterminal), une carte EPROM/SRAM, une carte 16/64 KB DRAM, une carte programmateur d'EPROM et même un contrôleur pour lecteur de disquette basé sur l'Ohio Scientific DOS OS65D.
Un interpréteur BASIC était également disponible, dérivé du KB9 de Microsoft.